# 10Y busz (Debrecen)

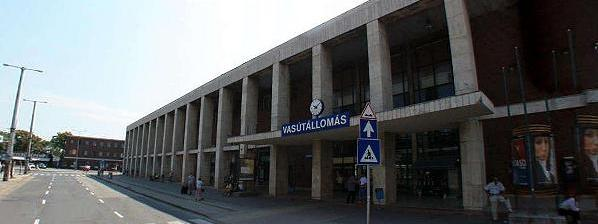
Nagyállomás

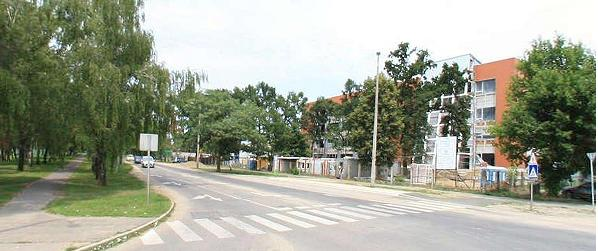
Teva Gyógyszergyár

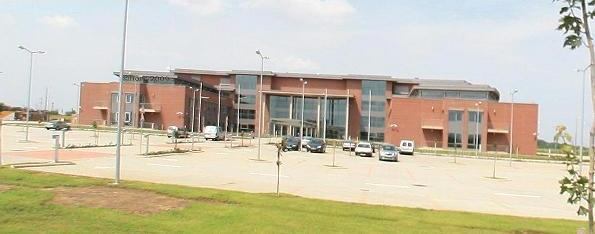
IT Services Hungary Kft.

A debreceni 10Y jelzésű autóbusz a Nagyállomás és az IT Services Hungary Kft. között közlekedik, a Teva Gyógyszergyárat érintve. Útvonala során érinti a belvárost, Nagyállomást, Helyközi autóbusz-állomást, Segner tért, Kölcsey Központot, Debreceni Egyetemet, Klinikákat, Teva Gyógyszergyárat, Augusztát, Árpád Vezér Általános Iskolát és a Vezér utcai lakótelepet. A 10Y járatokon felül indulnak 10-es és 10A jelzéssel is járatok.

## Járművek
A viszonylaton Alfa Cívis 12 szóló buszok közlekednek, de csúcsidőben Alfa Cívis 18 csuklós buszok járnak.

## Útvonala
| Év        | Végállomások                           | Útvonal oda | Útvonal vissza |
| --------- | -------------------------------------- | --- | --- |
| 2009-2011 | Nagyállomás – Vezér utca               | Piac utca – Széchenyi utca – Nyugati utca – Hatvan utca – Bethlen utca – Egyetem sugárút – Egyetem tér – Nagyerdei körút – Pallagi út – Gyógyszergyár – Pallagi út – Móricz Zsigmond út – Kartács utca – Doberdó utca                      | Doberdó utca – Kartács utca – Móricz Zsigmond út – Pallagi út – Gyógyszergyár – Pallagi út – Nagyerdei körút – Egyetem tér – Egyetem sugárút – Bethlen utca – Hatvan utca – Segner tér – Nyugati utca – Széchenyi utca – Piac utca                      |
| 2011-2014 | Nagyállomás – IT Services Hungary Kft. | Piac utca – Széchenyi utca – Nyugati utca – Hatvan utca – Bethlen utca – Egyetem sugárút – Egyetem tér – Nagyerdei körút – Pallagi út – Gyógyszergyár – Pallagi út – Móricz Zsigmond út – Kartács utca – Doberdó utca – Vezér utca         | Vezér utca – Doberdó utca – Kartács utca – Móricz Zsigmond út – Pallagi út – Gyógyszergyár – Pallagi út – Nagyerdei körút – Egyetem tér – Egyetem sugárút – Bethlen utca – Hatvan utca – Segner tér – Nyugati utca – Széchenyi utca – Piac utca         |
| 2014-től  | Nagyállomás – IT Services Hungary Kft. | Erzsébet utca – Külsővásártér – Nyugati utca – Hatvan utca – Bethlen utca – Egyetem sugárút – Egyetem tér – Nagyerdei körút – Pallagi út – TEVA Gyógyszergyár – Pallagi út – Móricz Zsigmond út – Kartács utca – Doberdó utca – Vezér utca | Vezér utca – Doberdó utca – Kartács utca – Móricz Zsigmond út – Pallagi út – TEVA Gyógyszergyár – Pallagi út – Nagyerdei körút – Egyetem tér – Egyetem sugárút – Bethlen utca – Hatvan utca – Segner tér – Nyugati utca – Külsővásártér – Erzsébet utca |

## Megállóhelyei
Az átszállási kapcsolatok között az azonos útvonalon közlekedő 10-es és 10A buszok nincsenek feltüntetve.
| 0  | Nagyállomás végállomás                            | 35 | 1, 2 14, 16, 18, 18Y, 21, 30, 30A, 30I, 30N, 37, 39, 42, 42A, 43, 44, 46, 46E, 46H, 47, 47Y, 48, 49, 49Y, 146, A1, Airport1 5, 5A Helyközi buszok S506 sebesvonat, gyorsvonat, IC, EC, expresszvonat |
| 2  | MÁV-rendelő                                       | 34 | 14, 30, 30A, 39, 46, 46H, 49, 49Y, 146 5, 5A Helyközi buszok |
| 3  | Mentőállomás                                      | 33 | 14, 19, 30, 30A, 39, 46, 46H, 49, 49Y, 146 5, 5A |
| 5  | Mechwart András Szakközépiskola                   | 32 | 3, 3A, 4, 5, 5A 14, 19, 25, 25Y, 34, 35, 35Y, 36, 41, 41Y, 42, 42A, 45, 46, 46E, 46H, 49, 49Y, 125, 125Y, 146, A1 Helyközi buszok                                                                    |
| 6  | Segner tér                                        | 30 | 3, 3A, 4, 5, 5A 11, 13, 14, 17, 17A, 24, 24Y, 25, 25Y, 33, 33E, 34, 35, 35E, 35Y, 36, 42, 42A, 45, 46, 46E, 46H, 49, 49Y, 125, 125Y, 146, A1 Helyközi buszok                                         |
| 8  | Hatvan utca                                       | 28 | 13, 14, 22, 22Y, 24, 24Y, 33, 34, 35, 35Y, 36 |
| 9  | Kölcsey Központ (Bethlen utca) (↓) Jókai utca (↑) | 26 | 2 11, 13, 14, 15, 15Y, 22, 22Y, 24, 24Y, 33, 43 |
| 12 | Honvéd utca                                       | 23 | 13, 33 |
| 14 | Egyetem sugárút                                   | 21 | 13, 21, 23, 33, A1 |
| 15 | Nagy Lajos király tér                             | 19 | 13 |
| 16 | Egyetem tér                                       | 18 | 13 |
| 18 | Egyetem                                           | ∫  | 1 12, 13, 22 |
| 19 | Klinikák                                          | 16 | 1 12, 13, 22, 24, 51E |
| 20 | Szociális Otthon                                  | 14 | 12, 13, 16, 22Y, 24Y |
| 21 | Pallagi út                                        | 13 | 12, 13, 16, 22Y, 24Y |
| 22 | TEVA Gyógyszergyár                                | 12 | 12, 13, 16 |
| 23 | Móricz Zsigmond út (↓) Pallagi út (↑)             | 11 | 12, 13, 16, 22Y, 24Y |
| 24 | Auguszta                                          | 10 | 12, 22Y, 24Y |
| 27 | Kartács utca (↓) Sportkollégium (↑)               | 8  | 2 12, 22, 22Y, 23, 23Y, 24, 24Y |
| 29 | Doberdó utca                                      | 6  | 2 15, 15Y, 22, 23, 23Y, 24, 36Y, 50, 51E |
| ∫  | Árpád Vezér Általános Iskola                      | 5  | 2 15, 15Y, 22, 24, 34, 35, 35E, 35Y, 36, 36E, 36Y, 50 Helyközi buszok |
| 31 | Nyék utca                                         | 3  | 50 |
| 32 | Vezér utca                                        | 2  | 14, 50 |
| ∫  | Rugó utca                                         | 1  | 14, 50 |
| 34 | IT Services Hungary Kft. végállomás               | 0  | 14, 50 |